# Learn from Experience Part I
Learn from Experience Part I (禍福 前篇, Kafuku zempen) è un film del 1937 diretto da Mikio Naruse.
È il primo di una serie di due film del regista, il secondo dei quali è Learn from Experience Part II, dello stesso anno.

## Trama
Shintaro, un giovane destinato alla carriera diplomatica, e Toyomi, hanno una relazione amorosa, ed intenderebbero sposarsi. I genitori del ragazzo, capostipiti di una famiglia di commercianti un tempo florida, ma ora subissata dai debiti, hanno programmato invece per lui un matrimonio con la ricca Yurie, che risolleverebbe le sorti del casato. Il padre di lui giunge addirittura a minacciare di togliersi la vita se Shintaro non avesse accondisceso al matrimonio di convenienza propostogli, ed il giovane comincia a riflettere sulle proprie responsabilità di primogenito, chiedendosi se non debba accettare di sacrificare il proprio amore per il benessere della famiglia d’origine.
La riflessione ha termine quando Shintaro incontra casualmente la simpatica Yurie, e, innamoratosi, inizia con lei una relazione.
Toyomi si sente trascurata da Shintaro, e lo confessa alla propria amica Michiko, che non esita ad affrontare il giovane, incontrato casualmente in una sala da ballo, tentando, invano, di riportarlo al mantenimento della promessa di matrimonio scambiata con Toyomi.
Toyomi, contrariata, lascia l’infedele Shintaro. Poi comunica a Michiko di essere incinta di lui, e di voler portare avanti la gravidanza senza compagno.